# Phytomyza tamui
Phytomyza tamui är en tvåvingeart som beskrevs av Mitsuhiro Sasakawa 1957. Phytomyza tamui ingår i släktet Phytomyza och familjen minerarflugor. Inga underarter finns listade i Catalogue of Life.